# 味見峠
味見峠（あじみとうげ）は、福岡県京都郡みやこ町と田川郡香春町に跨る標高100m程の峠である。

## 概要
仲哀峠の北側に位置する峠で、峠には福岡県道64号苅田採銅所線が通っている。旧道は未舗装の狭い峠山道だったが、1981年に味見トンネルが開通したため、快適に峠を越えることができるようになった。冬場は路面凍結することがある。なお、味見トンネル上部の銘板には「味見隧道」と記されている。
旧道は峠部分に桜が植えられ公園として整備されているため香春町側からは通行できるが（但し現在も未舗装）、みやこ町側は通行止めで進入はできなくなっている。